# Galeola nudifolia
Galeola nudifolia là một loài thực vật có hoa trong họ Lan. Loài này được Lour. mô tả khoa học đầu tiên năm 1790.